# Oncholaimoides striatus
Oncholaimoides striatus is een rondwormensoort uit de familie van de Oncholaimidae.